# Жорж Бокур
Жорж Бокур (фр. Georges Beaucourt; Рубе, 15. април 1912 — 1. март 2002) био је француски фудбалер који је учествовао на Светском првенству у фудбалу 1934. Играо је клупски фудбал у Лилу и Ленсу ; био је и управник Ленса између 1941. и 1942. године.